# 1928-as Giro d’Italia
Az 1928-as Giro d’Italia volt a 16. olasz kerékpáros körverseny. Május 12-én kezdődött és június 3-án ért véget. A verseny 12 szakaszból állt, ezek össztávja 3044 km volt. A végső győztes az olasz Alfredo Binda lett.

## Végeredmény
|     | Versenyző           | Idő             |
| --- | ------------------- | --------------- |
| 1.  | Alfredo Binda       | 114 óra 15' 19" |
| 2.  | Giuseppe Pancera    | 18' 13"         |
| 3.  | Bartolomeo Aymo     | 27' 25"         |
| 4.  | Victor Fontan       | 31' 30"         |
| 5.  | Egidio Picchiottino | 36' 23"         |
| 6.  | Aristide Cavallini  | 40' 34"         |
| 7.  | Amulio Viarengo     | 52' 19"         |
| 8.  | Albino Binda        | 54' 53"         |
| 9.  | Giovanni Brunero    | 1 óra 13' 00"   |
| 10. | Pietro Chesi        | 1 óra 14' 07"   |